# Gerald Wilson
Gerald Stanley Wilson (Shelby, Misisipi, 4 de septiembre de 1918 − Los Ángeles, California, 8 de septiembre de 2014) fue un músico de jazz, trompetista, compositor, arreglista y director de big band.

## Biografía
Desde su niñez, vivió en Detroit, donde aprendió música de su madre, pianista y en la escuela técnica. En 1936, se enroló con el grupo de su ciudad, "Plantation Club Orchestra". Después (1939) se integró en la big band de Jimmie Lunceford, donde sustituyó a Sy Oliver, y permaneció con ellos hasta 1942, año en que se trasladó a Los Ángeles. Después de trabajar con varios músicos de la escena local, entre ellos Benny Carter, montó su propia big band, con la que realizó numerosas grabaciones. La banda adquirió gran renombre tras su triunfal concierto en el Apollo de Nueva York bajo su dirección. En simultáneo, realizó la escritura de arreglos para las orquestas de Dizzy Gillespie y Count Basie.
Wilson continuó liderando bandas y grabando en décadas posteriores para las etiquetas Discovery y MAMA. Los músicos incluyeron a Luis Bonilla, Rick Baptist, Randall Willis, el yerno de Wilson, Shuggie Otis y su hijo Anthony Wilson (ambos guitarristas); su nieto Eric Otis también tocó en tales grabaciones. Wilson grabó numerosas composiciones con sabor español, notablemente los solos de trompeta de bravura de "Carlos" (llamada así por el legendario matador mexicano de los años 40 y 50, Carlos Arruza, y grabado tres veces a lo largo de los años, con los trompetistas Jimmy Owens, Oscar Brashear y Ron Barrows) y "Lomelin" (también llamada así por un torero -Antonio Lomelin- y grabada dos veces, con los solos de Oscar Brashear y Jon Faddis).
En la década de los 60 logró su mayor proyección con su banda, como consecuencia de sus grabaciones para Pacific Records, y de ser designada, en 1963, mejor big band del año por la revista Down Beat. La formación se convirtió, para esas fechas, en el paradigma del West Coast jazz, y por ella pasaron, entre otros, Bobby Bryant, Harold Land, Teddy Edwards, Joe Maini, Bud Shank, Jimmy Woods, Anthony Ortega, Jackie Wilson, Bobby Hutcherson o Mel Lewis. Su fama, le llevó a realizar arreglos para cantantes, como Ray Charles, Johnny Hartman, Ella Fitzgerald o Nancy Wilson, así como a realizar algunas bandas sonoras para Hollywood.
El National Endowment for the Arts nombró a Wilson como NEA Jazz Master en 1990. En 1998, Wilson recibió una comisión del Monterey Jazz Festival para redactar una composición original, que dio como resultado "Theme for Monterey", que se representó en el festival de ese año. En años posteriores, formó orquestas en las costas oeste y este, cada una con músicos locales destacados. También hizo apariciones especiales como director invitado, incluyendo la Carnegie Hall Jazz Band (ahora la Orquesta de Jazz Jon Faddis de Nueva York), la Orquesta de Jazz del Lincoln Center, el Chicago Jazz Ensemble y varias orquestas europeas de jazz, dirigiendo la BBC Big Band en 2005. Organizó un espectáculo innovador, en la década de los 70, en el KBCA en Los Ángeles, que fue coorganizado por Dennis Smith, donde interpretó "... música del pasado, el presente y el futuro".
Wilson fue miembro durante muchos años de la facultad de música de la Universidad Estatal de California, Los Ángeles y a partir de 1992 de la Universidad de California, Los Ángeles, y ganó un premio "maestro del año". En la década de los 70 también se desempeñó en la facultad de la Universidad Estatal de California, Northridge, donde enseñó Historia del Jazz con gran aclamación entre el cuerpo estudiantil, y también ha enseñado en Cal Arts en Los Ángeles. Asimismo dirigió un programa de radio. En esta época compuso algunas obras para la Filarmónica de Los Ángeles, que se estrenaron bajo la dirección de Zubin Mehta.
En febrero de 2006, Wynton Marsalis y la Orquesta de Jazz del Lincoln Center interpretaron su música con la dirección del propio Gerald Wilson. En junio del año siguiente, 2007, Wilson regresó al estudio con el productor Al Pryor y una big band estelar para grabar un álbum especial de composiciones encargadas y estrenadas en el Monterey Jazz Festival para el 50 aniversario del festival. Wilson había ayudado a dirigir las celebraciones del 20 ° y 40 ° aniversario del festival con sus trabajos especialmente encargados (1998, el álbum nominado al Grammy Theme for Monterey). El álbum Monterey Moods fue lanzado en Mack Avenue Records en septiembre de 2007. En septiembre de 2009, Wilson dirigió su suite de ocho movimientos "Detroit", encargada por el Detroit Jazz Festival para celebrar su trigésimo aniversario. El trabajo incluye un movimiento titulado Cass Tech en honor a su alma mater de la escuela secundaria. En 2011, su última grabación fue el álbum "Legado" nominado al Grammy.

Wilson murió en su casa en Los Ángeles, California, el 8 de septiembre de 2014, después de una breve enfermedad que siguió a un episodio de neumonía, que lo había hospitalizado. Tenía 96 años.

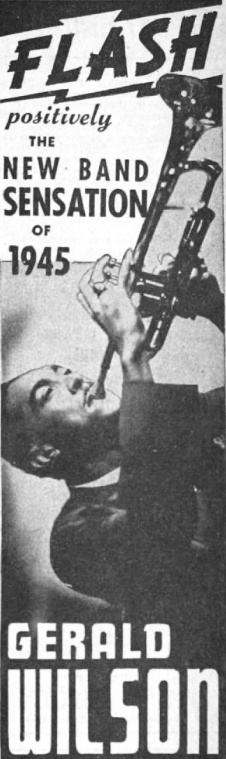
Gerald Wilson

## Estilo
Para algunos autores, fue uno de los líderes y arreglistas de big bands más importantes de la historia del jazz, junto con Duke Ellington o Gil Evans.
Su estilo estaba muy influido por la música de origen español y sudamericana. La esposa de Wilson por más de 50 años, Josefina Villaseñor Wilson, es mexicano-estadounidense, y varias de sus composiciones mostraron su amor por los temas españoles / mexicanos, especialmente "Viva Tirado", que más tarde se convirtió en un éxito para la banda de rock El Chicano. Junto con su esposa, Wilson tuvo tres hijas (Jeri, Lillian (Teri) y Nancy Jo), su hijo Anthony (que es el guitarrista de Diana Krall) y varios nietos, todos los cuales tienen canciones compuestas para ellos, pues sus composiciones a menudo fueron inspiradas por los miembros de su familia.
Tenía un estilo único de dirección: "Vestido con trajes bien confeccionados, con su largo cabello blanco que fluía, Wilson dirigía la música con movimientos dinámicos y la gracia elegante de un bailarín moderno". Cuando se le preguntó sobre su estilo de dirección por parte de Terry Gross en el programa de la NPR, Fresh Air en 2006, respondió: "Es diferente de cualquier estilo que hayas visto antes. Me muevo. Coreografío la música mientras dirijo. Ya ves, señalo, todo lo que debes escuchar '".

## Discografía

### Como líder
- Gerald Wilson and His Orchestra 1945–1946 (Classics #976)
- Gerald Wilson and His Orchestra 1946–1954 (Classics #1444)
- Gerald Wilson and His Orchestra On Jubilee 1946–1947 (Sounds of Yesteryear #966)
- Big Band Modern (The Jazz Factory #22880) CD note: live material recorded 1950 and 1954
- You Better Believe It! (Pacific Jazz, 1961)
- Moment of Truth (Pacific Jazz, 1962)
- Portraits (Pacific Jazz, 1964)
- On Stage (Pacific Jazz, 1965)
- McCann/Wilson - Les McCann and the Gerald Wilson Orchestra (Pacific Jazz, 1965)
- Feelin' Kinda Blues (Pacific Jazz, 1966)
- The Golden Sword: Torero Impressions in Jazz (Pacific Jazz, 1966)
- Live and Swinging: The Gerald Wilson Orchestra Plays Standards and Blues (Pacific Jazz, 1967)
- Everywhere (Pacific Jazz, 1968)
- California Soul (Pacific Jazz, 1968)
- Eternal Equinox (Pacific Jazz, 1969)
- Lomelin (Discovery, 1981)
- Jessica (Trend, 1982)
- Calafia (Trend, 1984)
- Jenna (Discovery, 1989)
- State Street Sweet (MAMA Foundation/Summit, 1994)
- Suite Memories: Reflections on a Jazz Journey...A Spoken-Word Double Album & Scrapbook (MAMA/Summi, 1996)
- Theme for Monterey (MAMA/Summit, 1997)
- New York, New Sound (Mack Avenue, 2003)
- In My Time (Mack Avenue, 2005)
- Monterey Moods (Mack Avenue, 2007)
- Detroit (Mack Avenue, 2009)
- Legacy (Mack Avenue, 2011)

### Compilaciones
- The Best of Gerald Wilson and His Orchestra (Pacific Jazz, 1970; reedición: United Artists, 1978)
- Love You Madly (Discovery, 1988)
- The Complete Pacific Jazz Recordings of Gerald Wilson and His Orchestra (Mosaic, 2000) - (10 álbumes)
- Gerald Wilson...The Artist Selects (Blue Note/EMI, 2005)
- You Better Believe It!/Moment of Truth (American Jazz Classics, 2013)

### Como arreglita/sideman
Con David Axelrod
- Songs of Experience (Capitol, 1969) - arranger

Con Kenny Burrell
- 75th Birthday Bash Live! (Blue Note, 2006) - arranger and conductor

Con Ray Charles
- Modern Sounds in Country and Western Music (ABC-Parmamount, 1962) - arranger
- Modern Sounds in Country and Western Music Volume Two (ABC-Parmamount, 1962) - arranger
- Have a Smile with Me (ABC, 1964) - arranger

Con Buddy Collette
- Man of Many Parts (Contemporary, 1956) - trumpet

Con Curtis Counce
- Carl's Blues (Contemporary, 1958 [rel. 1960]) - trumpet
- Sonority (Contemporary, 1958 [rel. 1989]) - trumpet

Con Bobby Darin
- You're the Reason I'm Living (Capitol, 1963) - arranger

Con Duke Ellington
- Dance to the Duke! (Capitol, 1954) - trumpet
- Anatomy of a Murder (Columbia, 1959) - trumpet
- Swinging Suites by Edward E. and Edward G. (Columbia, 1960) - trumpet

Con Ella Fitzgerald
- Things Ain't What They Used to Be (And You Better Believe It) (Reprise, 1970) - arranger

Con Johnny Hartman
- Unforgettable Songs (ABC-Paramount, 1966) - arranger and conductor

Con Al Hirt
- Live at Carnegie Hall (RCA Victor, 1965) - arranger

Con Richard "Groove" Holmes
- Workin' on a Groovy Thing (World Pacific, 1969) - arranger and conductor

Con Carmell Jones
- Brass Bag (with Laurence "Tricky" Lofton) (Pacific Jazz, 1962) - arranger and conductor
- Business Meetin' (Pacific Jazz, 1962) - arranger and conductor

Con Julie London
- Feeling Good (Liberty, 1965) - arranger and conductor

Con Les McCann
- Les McCann Sings (Pacific Jazz, 1961) - arranger and conductor

Con Jean-Luc Ponty
- Electric Connection (World Pacific, 1969) - arranger and conductor

Con Sarah Vaughan
- Sarah Sings Soulfully (Roulette, 1963) - arranger

Con Leroy Vinnegar
- Leroy Walks! (Contemporary, 1958) - trumpet

Con Nancy Wilson
- Broadway – My Way (Capitol, 1964) - arranger and conductor
- Yesterday's Love Songs/Today's Blues (Capitol, 1963) - arranger and conductor

Con Jimmy Witherspoon
- Singin' The Blues (World Pacific, 1959) - trumpet